# Rittman, Ohio
Rittman là một thành phố thuộc quận Wayne, tiểu bang Ohio, Hoa Kỳ. Năm 2010, dân số của thành phố này là 6491 người.

## Dân số
- Dân số năm 2000: 6314 người.
- Dân số năm 2010: 6491 người.